# Marie Gayot
Marie Gayot (Reims, 18 febbraio 1989) è una velocista francese.

## Palmarès
| Anno | Manifestazione   | Sede           | Evento      | Risultato  | Prestazione | Note                          |
| ---- | ---------------- | -------------- | ----------- | ---------- | ----------- | ----------------------------- |
| 2007 | Europei juniores | Hengelo        | 400 m piani | 5ª         | 53"98       |                               |
| 2007 | Europei juniores | Hengelo        | 4×400 m     | 4ª         | 3'37"82     |                               |
| 2011 | Europei indoor   | Parigi         | 4×400 m     | Bronzo     | 3'32"16     |                               |
| 2011 | Europei under 23 | Ostrava        | 400 m piani | 6ª         | 53"86       |                               |
| 2011 | Europei under 23 | Ostrava        | 4×400 m     | Bronzo     | 3'31"73     |                               |
| 2011 | Mondiali         | Taegu          | 4×400 m     | Batteria   | 3'28"02     |                               |
| 2012 | Europei          | Helsinki       | 400 m piani | Semifinale | 52"17       |                               |
| 2012 | Europei          | Helsinki       | 4×400 m     | Argento    | 3'25"49     |                               |
| 2012 | Giochi olimpici  | Londra         | 4×400 m     | 5ª         | 3'25"92     |                               |
| 2013 | Europei indoor   | Göteborg       | 400 m piani | Semifinale | 53"38       |                               |
| 2013 | Europei indoor   | Göteborg       | 4×400 m     | 4ª         | 3'28"71     | Record nazionale              |
| 2013 | Mondiali         | Mosca          | 400 m piani | Semifinale | 51"54       | Miglior prestazione personale |
| 2013 | Mondiali         | Mosca          | 4×400 m     | Bronzo     | 3'24"21     |                               |
| 2014 | World Relays     | Nassau         | 4×400 m     | 4ª         | 3'25"84     |                               |
| 2014 | Europei          | Zurigo         | 400 m piani | 7ª         | 52"14       |                               |
| 2014 | Europei          | Zurigo         | 4×400 m     | Oro        | 3'24"27     |                               |
| 2015 | Europei indoor   | Praga          | 400 m piani | 5ª         | 53"11       |                               |
| 2015 | Europei indoor   | Praga          | 4×400 m     | Oro        | 3'31"61     |                               |
| 2015 | World Relays     | Nassau         | 4×400 m     | 4ª         | 3'26"68     |                               |
| 2015 | Mondiali         | Pechino        | 400 m piani | Semifinale | 50"97       | Miglior prestazione personale |
| 2015 | Mondiali         | Pechino        | 4×400 m     | 7ª         | 3'26"45     |                               |
| 2016 | Europei          | Amsterdam      | 4×400 m     | Argento    | 3'25"96     |                               |
| 2016 | Giochi olimpici  | Rio de Janeiro | 4×400 m     | Batteria   | 3'26"18     |                               |